# Friedrich Volkmann
Friedrich Volkmann (22 juli 1971 – 3 mei 2024) was een Oostenrijkse schaker met een FIDE-rating van 2416 in 2006 en rating 2432 in 2016. Hij was sinds 2001 een internationaal meester. 
In augustus 2005 speelde hij mee in het toernooi om het kampioenschap van Oostenrijk dat in Gmunden verspeeld werd. Hij eindigde met 4.5 punt uit 11 ronden op de negende plaats. 
Hij overleed op 52-jarige leeftijd.

## Externe koppelingen
- (en)   Informatie over schaakpartijen van Friedrich Volkmann op ChessGames.com
- (en)   Informatie over schaakpartijen van Friedrich Volkmann op 365chess.com
- (en)  FIDE-ratinggegevens voor Friedrich Volkmann
- eigen website Friedrich Volkmann